# Księstwo Saksonii
Księstwo Saksonii (niem. Herzogtum Sachsen) – początkowo ziemia osadnictwa saskiego podczas wczesnego średniowiecza, podporządkowana przez Karola Wielkiego w 772 roku za wojen saskich i ostatecznie włączona do imperium karolińskiego w 804 roku. Po złożeniu z tronu welfickiego Henryka Lwa w 1180 roku, tytuł książęcy przypadł Askańczykom. W 1296 roku księstwo zostało podzielone na Księstwo Saksonii-Wittenbergi i Księstwo Saksonii-Lauenburga.